# Meon Valley (circonscription du Parlement britannique)
Circonscription parlementaire de la Chambre des communes
La circonscription de Meon Valley est une circonscription située dans le Hampshire, et représentée à la Chambre des communes du Parlement britannique depuis 2019 par Flick Drummond du Parti conservateur.

## Members of Parliament
| Élection | Élection | Membre                 | Membre | Parti        |
| -------- | -------- | ---------------------- | ------ | ------------ |
|          | 2010     | Sir George Hollingbery |        | Conservateur |
|          | 2019     | Flick Drummond         |        | Conservateur |

## Élections

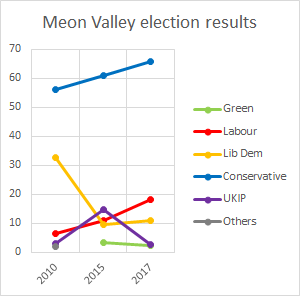
Meon Valley élections

### Élections dans les années 2010
| Parti         | Parti                | Candidat             | Voix   | %    | ±     |
| ------------- | -------------------- | -------------------- | ------ | ---- | ----- |
|               | Conservateur         | Flick Drummond       | 35,271 | 64,3 | -1.4  |
|               | Libéral Démocrate    | Lewis North          | 11,716 | 21,4 | +10.5 |
|               | Travailliste         | Matthew Bunday       | 5,644  | 10,3 | -8.0  |
|               | Green                | Malcolm Wallace      | 2,198  | 4,0  | +1.6  |
| Majorité      | Majorité             | Majorité             | 23,555 | 43,0 | -4.4  |
| Participation | Participation        | Participation        | 54,829 | 64,3 | -0.6  |
|               | Conservateur retenir | Conservateur retenir | Swing  |      |       |

| Parti         | Parti                | Candidat             | Voix   | %    | ±     |
| ------------- | -------------------- | -------------------- | ------ | ---- | ----- |
|               | Conservateur         | George Hollingbery   | 35,624 | 65,7 | +4.6  |
|               | Travailliste         | Sheena King          | 9,932  | 18,3 | +7.4  |
|               | Libéral Démocrate    | Martin Tod           | 5,900  | 10,9 | +1.3  |
|               | UKIP                 | Paul Bailey          | 1,435  | 2,6  | -12.2 |
|               | Green                | Andrew Hayward       | 1,301  | 2,4  | -1.1  |
| Majorité      | Majorité             | Majorité             | 25,692 | 47,4 | +1.2  |
| Participation | Participation        | Participation        | 54,192 | 73,0 | +1.9  |
|               | Conservateur retenir | Conservateur retenir | Swing  | -1.4 |       |

| Parti         | Parti                | Candidat                               | Voix   | %    | ±     |
| ------------- | -------------------- | -------------------------------------- | ------ | ---- | ----- |
|               | Conservateur         | George Hollingbery                     | 31,578 | 61,1 | +4.9  |
|               | UKIP                 | David Alexander                        | 7,665  | 14,8 | +11.9 |
|               | Travailliste         | Gemma McKenna                          | 5,656  | 10,9 | +4.5  |
|               | Libéral Démocrate    | Chris Carrigan                         | 4,987  | 9,6  | −23.0 |
|               | Green                | Diana Wellings (a.k.a. Diana Korchien) | 1,831  | 3,5  | +3.5  |
| Majorité      | Majorité             | Majorité                               | 23,913 | 46,3 | +22.7 |
| Participation | Participation        | Participation                          | 51,717 | 71,1 | +0.9  |
|               | Conservateur retenir | Conservateur retenir                   | Swing  | -3.5 |       |

| Parti         | Parti                | Candidat             | Voix   | %    | ±     |
| ------------- | -------------------- | -------------------- | ------ | ---- | ----- |
|               | Conservateur         | George Hollingbery   | 28,818 | 56,2 | +10.4 |
|               | Libéral Démocrate    | Liz Leffman          | 16,693 | 32,6 | −8.4  |
|               | Travailliste         | Howard Linsley       | 3,266  | 6,4  | −4.2  |
|               | UKIP                 | Steve Harris         | 1,490  | 2,9  | +0.4  |
|               | Démocrates anglais   | Pat Harris           | 582    | 1,1  | N/A   |
|               | Animal Protection    | Sarah Coats          | 255    | 0,5  | N/A   |
|               | Indépendant          | Graeme Quar          | 134    | 0,3  | N/A   |
| Majorité      | Majorité             | Majorité             | 12,125 | 23,6 | +18.7 |
| Participation | Participation        | Participation        | 51,238 | 72,7 | +1.5  |
|               | Conservateur retenir | Conservateur retenir | Swing  | +9.4 |       |